# 策文书院
策文书院為香港一所已停辦的中學，位於山頂漆咸徑（Chatham Path）１號。學校約於1927年建成，于1952年註冊成為一所私立中学，至1973年停辦。2009年古物諮詢委員會擬議為香港二級歷史建築，2018年9月6日確定評級。

## 部分著名校友
- 石慧：前香港電影女演員
- 陳爵：前香港終審法院司法常務官[4]
- 阮其江：前東區區議會議員[5]